# Sokólsko
Sokólsko (niem. Falkenstein) – wieś w Polsce położona w województwie lubuskim, w powiecie strzelecko-drezdeneckim, w gminie Strzelce Krajeńskie.
W latach 1975–1998 miejscowość administracyjnie należała do województwa gorzowskiego.
Kościół filialny pw. św. Stanisława Bpa. Dzwon na wieży kościelnej pochodzący z roku 1511, wykonany przez mistrza ludwisarskiego Mertena Jacoba z inskrypcją „ihesvs nasarenvs rex ivdeorvm a d m ccccc xi”, co w tłumaczeniu oznacza „Jezus Nazarejski Król Żydowski 1511”.